# Infidels
Infidels (englisch für „Ungläubige“) ist das 1983 veröffentlichte 22. Studioalbum von Bob Dylan. Es war das erste so genannte „weltliche“ Album nach seiner Hinwendung zum Christentum und kaum noch von dieser „Jesus-Phase“ (1979–1981) geprägt.

## Produktion und Inhalt
Neben Dylan ist Mark Knopfler von den Dire Straits der Produzent des Albums. Knopfler sorgte für einen zeitgemäßen Sound und übernahm auf einigen Stücken die Leadgitarre. Unter den Mitmusikern befinden sich der Gitarrist Mick Taylor und zwei bekannte Reggaemusiker, Robbie Shakespeare am Bass und Sly Dunbar am Schlagzeug, besser bekannt als Sly & Robbie, die als Rhythmusgruppe den Sound des Albums bestimmen.
Infidels ist das erste Bob-Dylan-Album, das digital aufgenommen und gemischt wurde – und blieb es die ganzen 1980er-Jahre. Es wurde 1983 in Europa und 1984 in den USA zusätzlich als CD veröffentlicht, zunächst ausschließlich in Japan hergestellt.
Zu dem Lied Jokerman wurde ein aufwendiges Musikvideo produziert. Dylan spielte das Stück auch live in der David-Letterman-Show. Im Video zu Sweetheart Like You spielt Dylan eine weibliche Reinigungskraft, die dem Auftritt von Dylan zuschaut.
Der Text von Neighborhood Bully wird oft als Dylans Verteidigung des Staates Israel angesehen. In einem Interview mit der Musikzeitschrift Rolling Stone darauf angesprochen, antwortete Dylan, er sei kein politischer Liedermacher und Neighborhood Bully kein politisches Lied.
Einige der Songs von Infidels sang Dylan auf seiner Europa-Tour 1984. I and I und License to Kill wurden auf dem Album Real Live veröffentlicht.

## Titelliste
Alle Titel wurden von Bob Dylan geschrieben.
1. Jokerman – 6:12
2. Sweetheart Like You – 4:31
3. Neighborhood Bully – 4:33
4. License to Kill – 3:31
5. Man of Peace – 6:27
6. Union Sundown (Gesang: Bob Dylan und Clydie King[4]) – 5:21
7. I and I – 5:10
8. Don’t Fall Apart on Me Tonight – 5:54

### Outtakes
Outtakes von fünf Songs, die während der Sessions zu Infidels entstanden, wurden 1991 auf The Bootleg Series Vol. 1–3 veröffentlicht. Es sind dies die Songs: Someone’s Got a Hold of My Heart, Tell Me, Lord Protect My Child, Foot of Pride und Blind Willie McTell.
Der Text von Someone’s Got a Hold of My Heart wurde von Dylan später noch umgeschrieben und dann unter dem Titel Tight Connection to My Heart für das auf Infidels folgende Studio-Album Empire Burlesque neu aufgenommen.
Insbesondere der Song Blind Willie McTell fand bei Kritikern und Dylan-Fans große Anerkennung. Die auf The Bootleg Series veröffentlichte Fassung, der Gesang nur begleitet von Dylan am Piano und Mark Knopfler an der Gitarre, sah er selbst vermutlich eher als Demo-Version des Songs an.

## Rezension
Über Infidels schreibt www.allmusic.com:
„Für eine Weile scheint Infidels wie ein Meisterwerk der Letzten Tage, aber gegen Ende der Aufzeichnung geht ihm der Dampf aus und verhindert selbst einen Triumph. Dennoch, im Vergleich zu allem aus der letzten Dekade ist Infidels ein Triumph, findet Dylan wieder verlockende Nähe zu seinen Möglichkeiten.“

## Kommerzieller Erfolg

### Chartplatzierungen
| ChartsChartplatzierungen       | Höchstplatzierung | Wochen/ Monate |
| ------------------------------ | ----------------- | -------------- |
| Deutschland (GfK)              | 31 (8 Wo.)        | 8 Wo.          |
| Österreich (Ö3)                | 20 (0,5 Mt.)      | 0,5 Mt.        |
| Schweiz (IFPI)                 | 9 (14 Wo.)        | 14 Wo.         |
| Vereinigte Staaten (Billboard) | 20 (24 Wo.)       | 24 Wo.         |
| Vereinigtes Königreich (OCC)   | 9 (12 Wo.)        | 12 Wo.         |

### Auszeichnungen für Musikverkäufe
| Land/Region                  | Auszeichnungen für Musikverkäufe (Land/Region, Auszeichnung, Verkäufe) | Verkäufe |
| ---------------------------- | ---------------------------------------------------------------------- | -------- |
| Kanada (MC)                  | Gold                                                                   | 50.000   |
| Neuseeland (RMNZ)            | 5× Platin                                                              | 100.000  |
| Vereinigte Staaten (RIAA)    | Gold                                                                   | 500.000  |
| Vereinigtes Königreich (BPI) | Silber                                                                 | 60.000   |
| Insgesamt                    | 1× Silber · 2× Gold · 5× Platin ·                                      | 710.000  |

Hauptartikel: Bob Dylan/Auszeichnungen für Musikverkäufe